# Enzo Lettieri
Enzo Adrián Lettieri (19 de julio de 1998, Monte, Buenos Aires) es un futbolista profesional argentino que juega como defensor en Deportes Temuco de Primera B de Chile.

## Trayectoria
Luego de un paso de nueve años en las juveniles de Independiente de Monte, se unió a las inferiores de Nueva Chicago en 2015. El 28 de julio de 2017, hizo su debut como profesional de titular frente a San Martin de Tucumán en el estadio La Ciudadela, lo que fue derrota por 2-0. En junio de 2021, renovó su contrato con el club y sumó un total de 54 partidos con el equipo de Mataderos, la mayoría como titular. En 2022, formó parte del equipo que mantuvo a Chicago en la segunda categoría del Futbol Argentino y a fin de año culminó su contrato con el club. En 2023, firmó contrato con Chacarita Juniors hasta fines de ese mismo año. En diciembre de 2023 firmó por una temporada con Agropecuario, hasta fines de la temporada 2024.
El 30 de diciembre de 2024 es anunciado como nuevo jugador de Deportes Temuco de la Primera B chilena, con vistas a la temporada 2025.

## Estadísticas

### Clubes
| Club                        | Div.                | Temporada           | Liga  | Liga  | Copas nacionales | Copas nacionales | Torneos internacionales | Torneos internacionales | Total | Total |
| Club                        | Div.                | Temporada           | Part. | Goles | Part.            | Goles            | Part.                   | Goles                   | Part. | Goles |
| --------------------------- | ------------------- | ------------------- | ----- | ----- | ---------------- | ---------------- | ----------------------- | ----------------------- | ----- | ----- |
| Nueva Chicago Argentina     | 2.ª                 | 2016-2017           | 1     | 0     | 0                | 0                | —                       | —                       | 1     | 0     |
| Nueva Chicago Argentina     | 2.ª                 | 2017-2018           | 0     | 0     | 1                | 0                | —                       | —                       | 1     | 0     |
| Nueva Chicago Argentina     | 2.ª                 | 2019-2020           | 1     | 0     | 0                | 0                | —                       | —                       | 1     | 0     |
| Nueva Chicago Argentina     | 2.ª                 | 2020                | 5     | 0     | 0                | 0                | —                       | —                       | 5     | 0     |
| Nueva Chicago Argentina     | 2.ª                 | 2021                | 25    | 0     | 0                | 0                | —                       | —                       | 25    | 0     |
| Nueva Chicago Argentina     | 2.ª                 | 2022                | 21    | 1     | 0                | 0                | —                       | —                       | 21    | 1     |
| Nueva Chicago Argentina     | Total club          | Total club          | 53    | 1     | 1                | 0                | 0                       | 0                       | 54    | 1     |
| Chacarita Juniors Argentina | 2.ª                 | 2023                | 16    | 0     | 1                | 0                | —                       | —                       | 17    | 0     |
| Chacarita Juniors Argentina | Total club          | Total club          | 15    | 0     | 1                | 0                | 0                       | 0                       | 16    | 0     |
| Agropecuario Argentina      | 2.ª                 | 2024                | 23    | 1     | 0                | 0                | —                       | —                       | 23    | 1     |
| Agropecuario Argentina      | Total club          | Total club          | 23    | 1     | 0                | 0                | 0                       | 0                       | 23    | 1     |
| Deportes Temuco · Chile     | 2.ª                 | 2025                | 2     | 1     | 3                | 0                | —                       | —                       | 5     | 1     |
| Deportes Temuco · Chile     | Total club          | Total club          | 2     | 1     | 3                | 0                | 0                       | 0                       | 5     | 1     |
| Total en su carrera         | Total en su carrera | Total en su carrera | 93    | 3     | 5                | 0                | 0                       | 0                       | 98    | 3     |
| 1. 2. 3.                    |                     |                     |       |       |                  |                  |                         |                         |       |       |